# زوافكيوس
زوافكيوس (بالفرنسية: Zouafques)‏ هي بلدية تقع في إقليم باد كاليه من منطقة نور با دو كاليه في شمال فرنسا. تبلغ مساحة هذه المدينة 3.93 (كم²)، وترتفع عن سطح البحر 19 م، يبلغ عدد سكانها 514 نسمة حسب إحصاء المعهد الوطني للإحصاء والدراسات الاقتصادية سنة 2009 م. وترأس Roger Bouchel البلدية خلال فترة (2008-2014).